# Navigation à voile

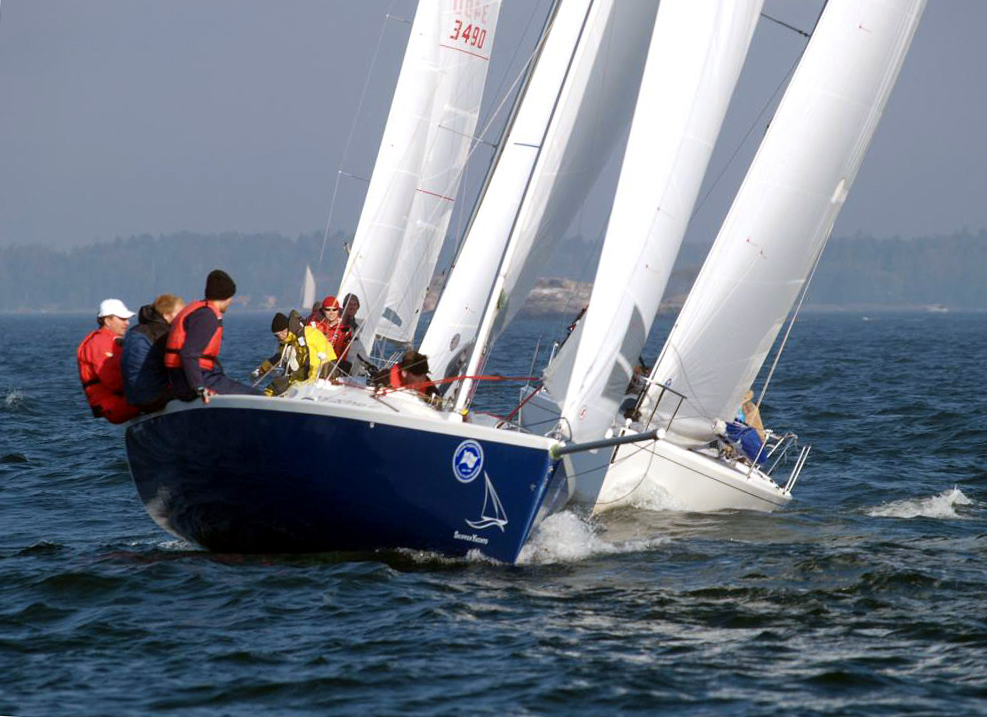
Navigation en Finlande

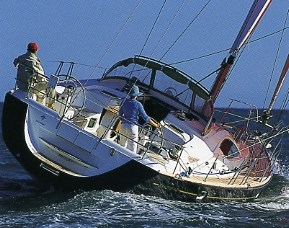
Voilier de croisière moderne de 49 pieds

La navigation à voile est l'activité, pour un voilier, de se déplacer grâce à l’énergie fournie par le vent.
Les voiliers ont, durant de nombreux siècles, joué un rôle majeur dans le transport, le commerce et la conduite des guerres. À la fin du XIXe siècle ils ont été progressivement remplacés par des navires à moteur thermique. Moins dépendants des conditions météorologiques, ce qui permettait de régulariser le transport dans le temps et nécessitant également moins de personnel.
Aujourd’hui, dans les pays développés, les voiliers sont pratiquement exclusivement consacrés aux activités de loisir et aux compétitions sportives, bien que les marines de commerce et de guerre continuent à les utiliser pour assurer la formation des équipages. Malgré tout, dans la marine de commerce, des tentatives de retour à la propulsion vélique existent ainsi que des assistances véliques (voir l'article cargos à voile). Ailleurs, dans des régions du monde moins développées, les voiliers ont encore gardé un rôle dans l’économie : ainsi dans le golfe Persique il existe encore des voiliers (les Dau) qui continuent de parcourir les routes maritimes vers l’Afrique et l’Asie comme ils le faisaient déjà il y a plusieurs siècles.
Au fil du temps les voiliers se sont diversifiés en de nombreux types et dans des tailles très variables ; on peut néanmoins les regrouper en deux grandes catégories : les quillards (en général des bateaux lourds et de grande taille) et les dériveurs (bateaux généralement petits, légers et rapides). La taille de ces bateaux va de la petite yole capable de transporter une seule personne jusqu’au grand voilier nécessitant un équipage de plusieurs dizaines d’hommes pour manœuvrer ses voiles. Pour la conduite de ces différents types de navires de nombreuses manœuvres ont été mises au point qui sont aujourd’hui portées à leur perfection dans le cadre de régates. La conduite des voiliers nécessite également de connaître certaines des caractéristiques de construction de ces bateaux ainsi que les forces physiques en jeu. Dans toutes les régions du monde et quelle que soit la taille des navires, la pratique de la navigation nécessite de connaître les différentes réglementations et conventions en vigueur dans la marine.

## Historique

### Antiquité

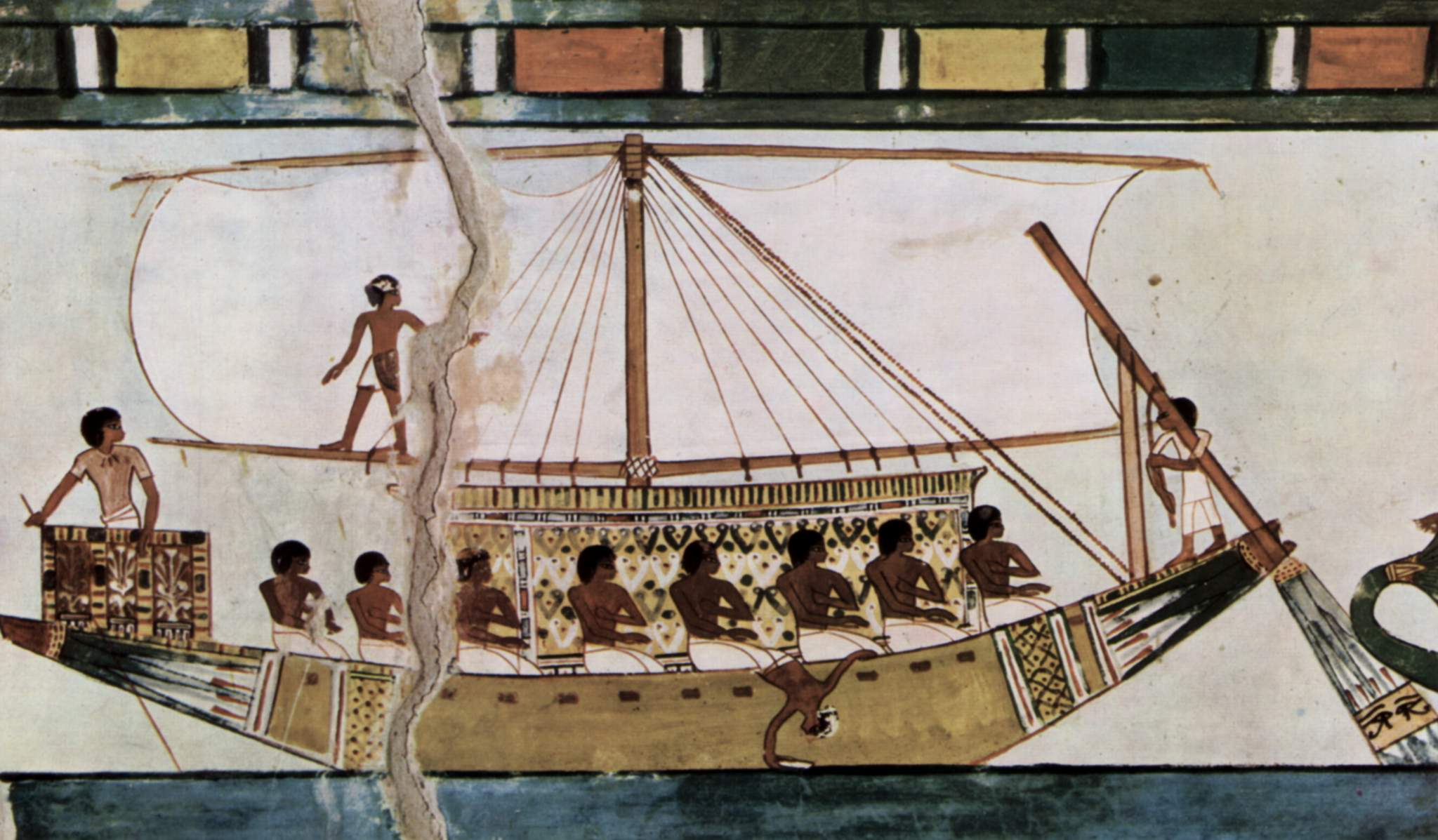
Bateau égyptien (fresque, 1422-1411 av. J.-C.).

La première représentation connue d’un bateau comportant des voiles a été trouvée à Louxor sur une urne funéraire datant de 5000 av. J.-C. Les Égyptiens utilisaient des bateaux équipés d’un mât et d’une grande voile carrée essentiellement pour naviguer sur le Nil mais également en Méditerranée et en mer Rouge. La voile pouvait être orientée permettant au navire d'avancer avec des vents soufflant par le travers .
Vers 3000 av. J.-C. fut mise au point en mer de Chine méridionale la pirogue à balancier qui fut utilisée pour coloniser la Polynésie. Les développements ultérieurs de ces multicoques comme les praos et les pirogues, sont aujourd’hui toujours utilisés dans les régates ou comme bateaux de transport.
Les Phéniciens et les Grecs développèrent à partir de 1000 av. J.-C. deux types de navires destinés à la navigation en haute mer : un navire de commerce comportant une coque ventrue et une grande voile carrée et la galère qui utilisait pour les longues traversées une voile de taille intermédiaire montée sur un mât à laquelle la rame se substituait pour les batailles navales ou dans les calmes plats.
Au cours des siècles suivants les voiliers furent utilisés pour réaliser de nombreuses explorations et mener des conquêtes. L’historien Hérodote rapporte par exemple que le pharaon Nékao II organisa une expédition autour de l’Afrique dans le sens des aiguilles d’une montre conduite par des marins phéniciens entre 596 et 594 av. J.-C. Le géographe grec Scylax de Caryandie entreprit en 508 av. J.-C. un voyage d’exploration qui le conduisit de l’embouchure de l’Indus jusqu’au golfe Persique puis autour de la péninsule Arabique jusqu’en mer Rouge et en Égypte. En 470 av. J.-C., le conquérant carthaginois et amiral Hanno fit voile vers l’ouest, passa le détroit de Gibraltar puis longea la côte de l’ouest de l’Afrique jusqu’au golfe de Guinée. Le récit de son périple a été retrouvé dans un manuscrit du Codex Palatinus Graecus. Le navigateur grec Eudoxe de Cyzique entreprit entre 120 et 117 av. J.-C. un voyage d’exploration vers l’Inde et reconnut l’importance des vents de mousson dans la navigation sur l’océan Indien.
Les Romains utilisèrent également au tournant du millénaire des galères et des navires à voiles à des fins commerciales et militaires. Une des plus importantes innovations de cette période est celle du beaupré qui fait partie du gréement. Avec l’extension du commerce des marchandises en provenance de l’Orient entre la Syrie et l’Italie, les attaques des pirates sur les navires de marchandise s’accrurent fortement. En 102 av. J.-C. les dégâts commis par les pirates crétois et de Cilicie devinrent si importants que Rome décida de prendre des contre-mesures. Le rhéteur Marcus Antonius l’Ancien mena une expédition contre les pirates ciliciens avec un succès mitigé. La flotte romaine de tous temps ne joua qu’un rôle mineur par rapport aux armées terrestres.

### Le temps des Vikings

Reconstitution d'une caravelle, un des types de navires utilisés par les villes de la Hanse au XVe siècle

Les Saxons et les Angles originaires de la mer du Nord, qui formèrent le peuple des anglo-saxons qui envahit l’Angleterre vers la fin de l’Empire romain , utilisaient des bateaux allongés comportant un mât et une voile carrée. Les Vikings perfectionnèrent ce type de bateau entre le VIe et le VIIIe siècle et mirent au point un gréement très fonctionnel. Les navires vikings sont communément connus en français sous le nom de « drakkars » , terme français inventé au XIXe siècle à partir d'un vague radical scandinave qui fut et demeure inconnu des Scandinaves.
Le recours à la voile dès le VIe siècle comme l'attestent les représentations sur les pierres historiées de Gotland semble à des fins commerciales et économiques puisqu'il réduit le nombre d'hommes nécessaires à bord et libère de l'espace pour les marchandises. D'abord petite (entre 4 et 8 mètres carrés) la voile est tissée en laine, plus résistante à l'humidité que le lin ou le chanvre. Les voiles ultérieures, entre 112 et 120 mètres carrés, demandent une production de laine provenant d'au moins 200 moutons.

### Les temps modernes : l’émergence de la plaisance

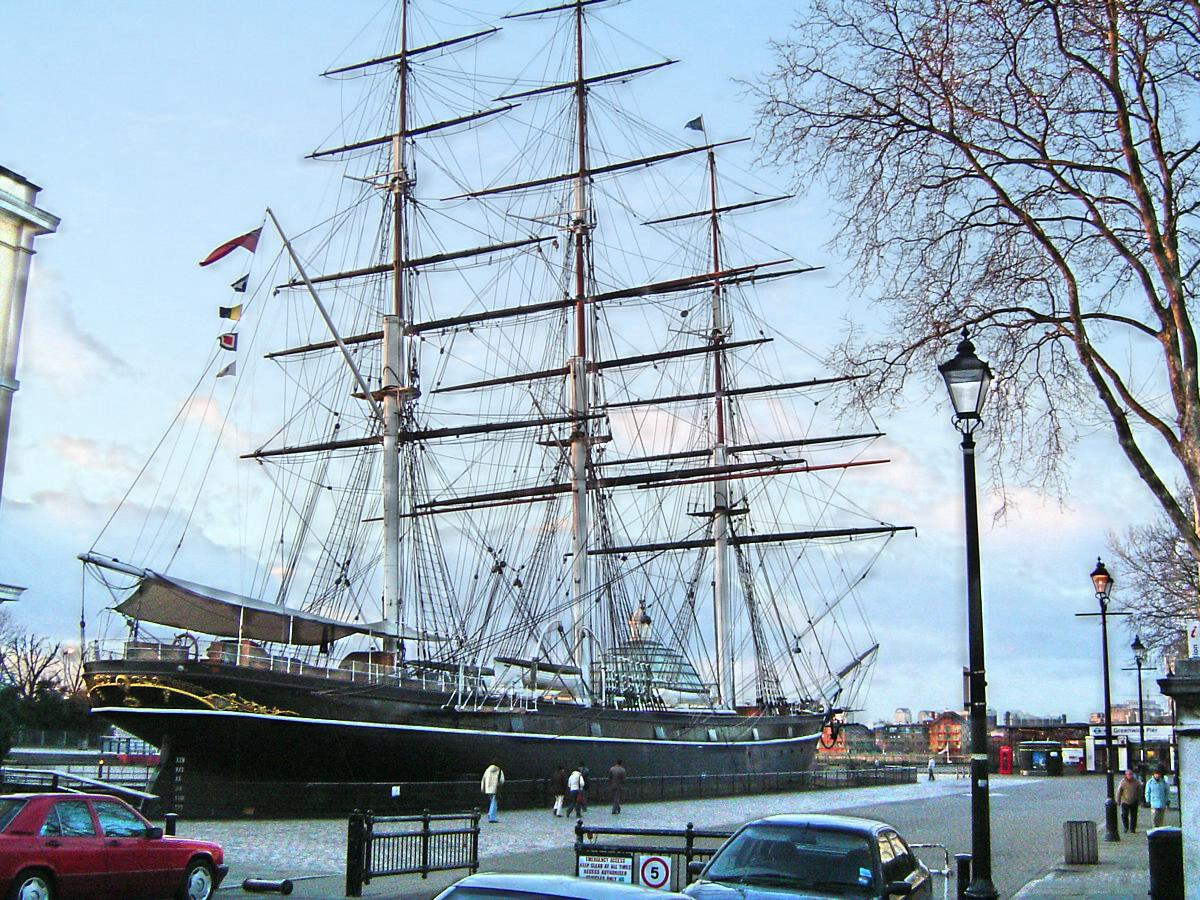
Le Cutty Sark (1869), un des derniers clippers de la route du Thé

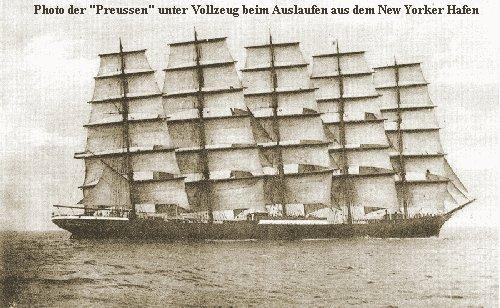
Le Preussen (1908) un des plus grands voiliers construits

## Anatomie d’un voilier

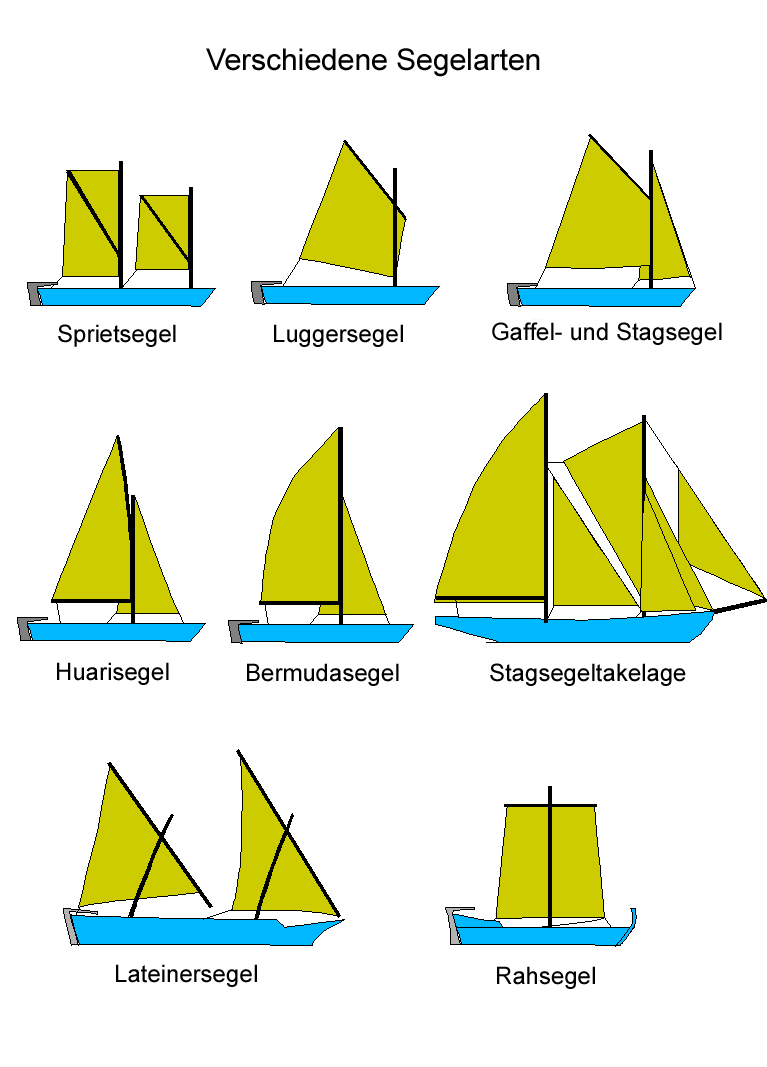
Différents plans de voilure

Quelle que soit sa taille, un voilier est constitué de trois parties : une ou plusieurs coques, la voilure et le gréement.
La coque peut être en acier, aluminium, en fibre de verre, en béton, en bois ou en fibre de carbone. Les voiliers constitués d'une seul coque sont également désignés sous l'appellation de monocoque par opposition aux praos, catamarans, et trimarans qui comportent, 2 à 3 coques solidaires entre elles et qui sont regroupées sous l'appellation de multicoques. La coque comporte généralement une quille et un plan de dérive. Cet appendice permet de réduire la dérive du navire lorsque le vent souffle de côté.
On distingue généralement deux familles de plan de voilure : les voiles carrées et les voiles axiales. les voiles carrées sont généralement des voiles rectangulaires, qu'on trouve typiquement sur les anciens voiliers. Le plan de voilure est perpendiculaire à l’axe longitudinal du bateau; ce type de voilure est particulièrement adapté aux allures portantes, par contre il est pratiquement totalement inefficace pour remonter contre le vent. Aussi ce type de voilure n'est pratiquement plus utilisé.
Les voiles axiales utilisées sur les voiliers modernes ont leur plan situés dans l’axe du voilier : elles permettent de remonter efficacement contre le vent. Il existe différents sous-types de voilure rattachés à cette catégorie : voile latine, voile au tiers, voile aurique, voile bermudienne.
Le spinnaker, une voile de grande taille de forme creuse, constitue une catégorie de voile à part car on ne peut la rattacher ni aux voiles axiales ni aux voiles carrées. De forme triangulaire elle n'est tenue que par ses trois coins et est utilisée uniquement aux allures portantes.
Les voiles étaient autrefois réalisées en coton. Aujourd’hui elles sont réalisées dans des tissus polyester et sur les bateaux de régates dans des aramides.
Le gréement comprend le mât, la bôme ainsi que les manœuvres dormantes et manœuvres courantes. Les manœuvres dormantes, qui sont constitués de câbles presque toujours métalliques, maintiennent le mât en place : l’étai maintient le mât vers l’avant, le pataras vers l’arrière et les haubans de chaque côté. Le gréement courant regroupe tous les cordages qui permettent de hisser et de régler la voilure : les drisses utilisées pour hisser les voiles, les écoutes qui servent à l'écartement des voiles de l'axe du navire en fonction de la direction du vent. Selon le type de gréement, le voilier possède un mat (sloop, cotre) ou plusieurs mâts (Yawl, ketch, goélette...) avec à chaque fois une ou plusieurs voiles sur chaque mât..

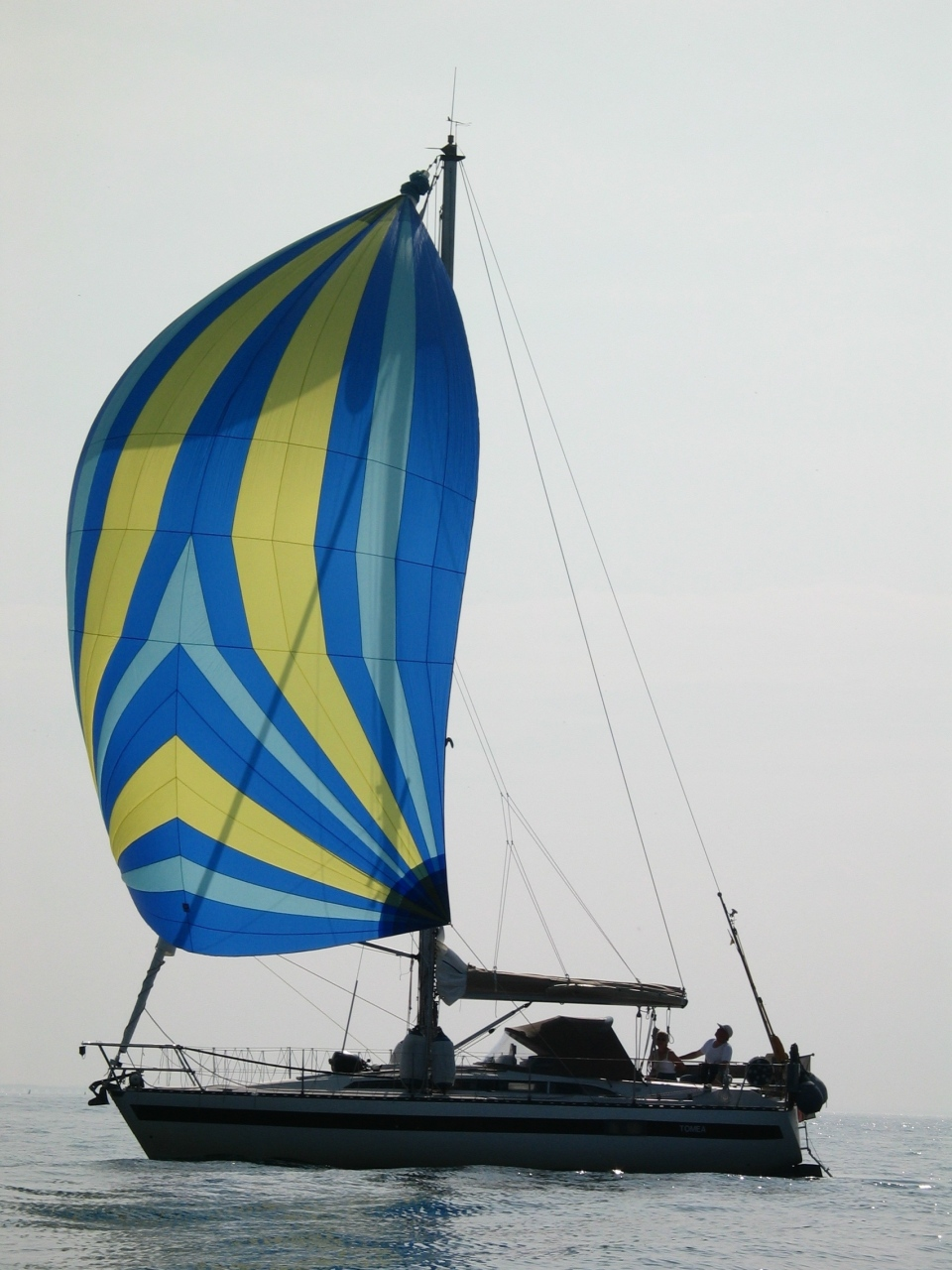
Voilier sous Spinnaker

## Fonctionnement d’un voilier

### Les forces en présence

#### La force vélique
En chaque point de la voile, perpendiculairement à sa paroi, s'exercent des forces de hautes pressions relatives au vent (intrados) et de basses pressions relatives sous le vent (extrados). La voile sera sollicitée des zones de hautes pressions vers les zones de basse pression.
L'ensemble de ces forces aérodynamiques forme la force vélique.

### La navigation

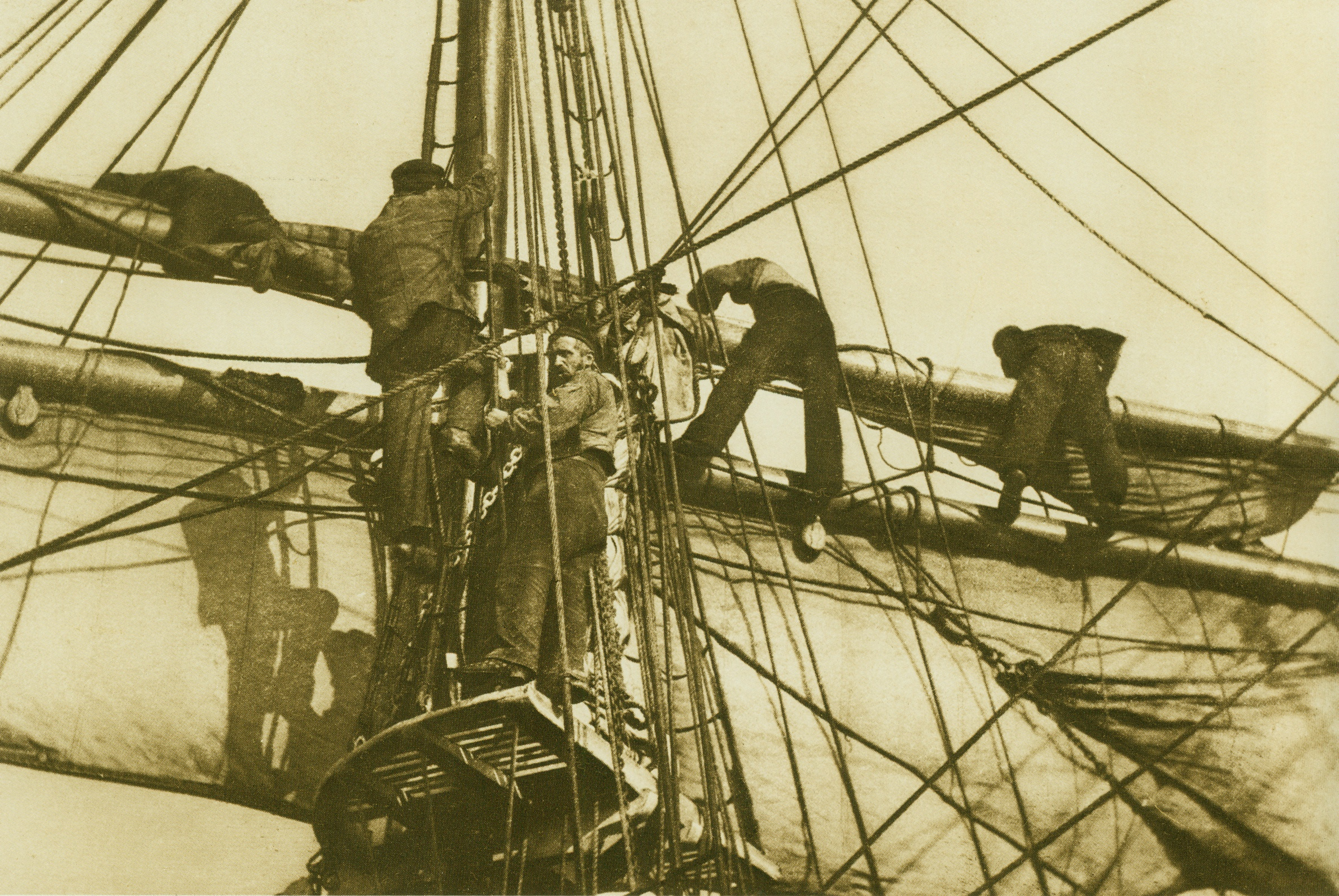
Manœuvre dans la mature d'un grand voilier à la fin du XIXe siècle

## Manœuvrer un voilier

### Équilibres
L'équilibre de tout objet se fait par intervention de plusieurs forces comme : le poids P, la poussée d'Archimède Fa et la force de réaction support / solide(objet). Si l'objet est en équilibre c'est que la somme des forces exercées sur l'objet est nulle. Donc on peut en conclure cette relation : P + R + Fa = 0.

## Les activités véliques

### Sport
Les activités de loisir utilisant la force du vent sont essentiellement nautiques (même si certaines comme le char à voiles se pratique hors de l'eau).
Voici les plus connues :
- La planche à voile,
- Le char à voile,
- Le Kitesurf
- Le Snowkite.

### Course de voiliers

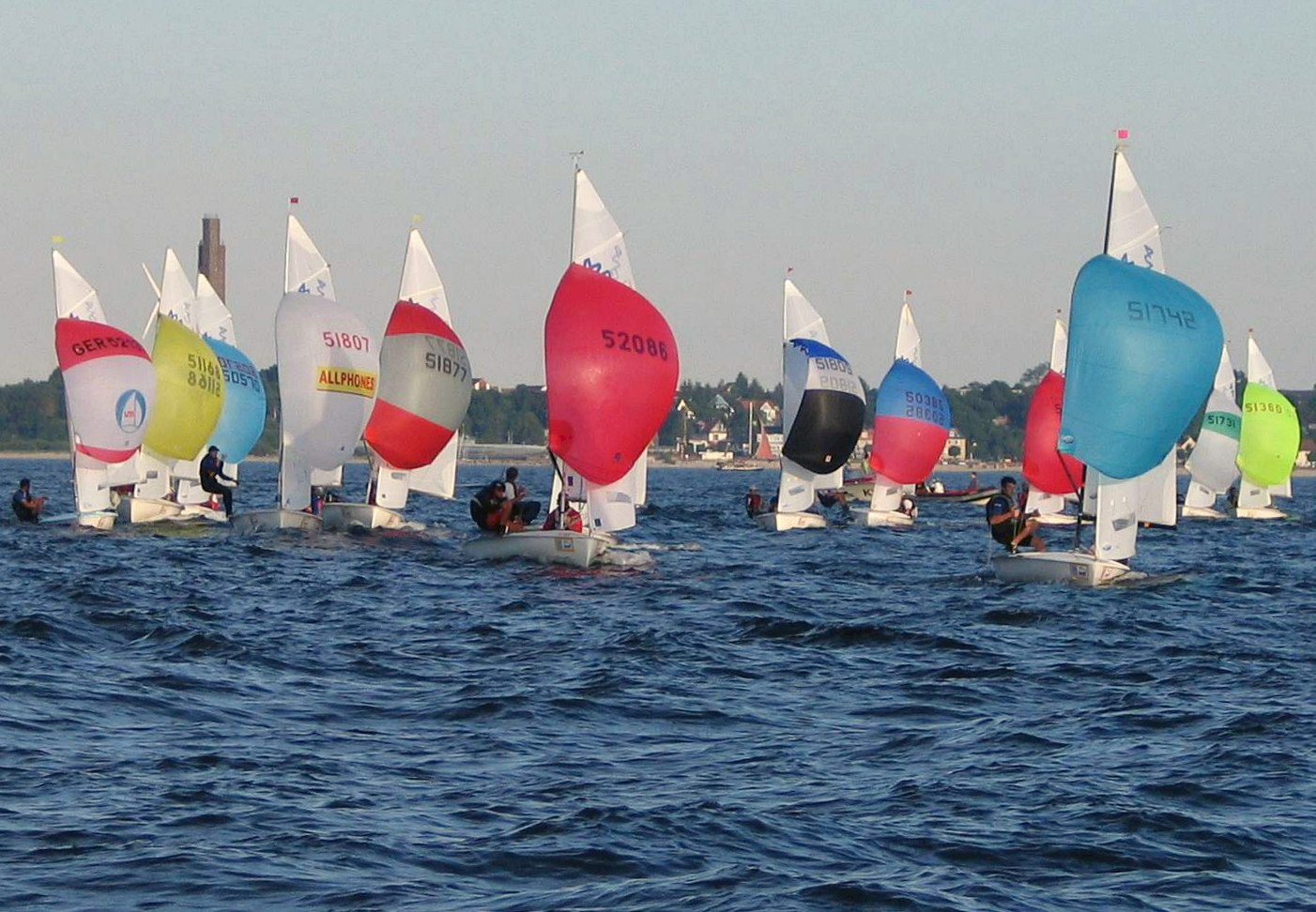
Régates de 420 sous spinnaker

### Loisirs & culture
- Croisière
- Fêtes maritimes et rassemblement de voiliers
- Navire école
- Navire musée